# George Campbell, 8.º Duque de Argyll
George John Douglas Campbell, 8.º Duque de Argyll KG, KT, PC,  FRS, FRSE (Castelo Ardencaple, Dunbartonshire, 30 de abril de 1823 — Castelo Inveraray, Argyll, 24 de abril de 1900), conhecido por Marquês de Lorne até 1847, foi um nobre escocês, político liberal, bem como um escritor sobre ciência, religião e política do século XIX.

## Juventude
Campbell nasceu no Castelo Ardencaple, em Dunbartonshire, Escócia, segundo filho de John Campbell, 7.º Duque de Argyll e de sua segunda esposa, Joan Glassel, filha única de John Glassel, porém, o único a chegar à idade adulta. Sucedeu seu pai como Duque de Argyll em 25 de abril de 1847.Com a sua morte se tornou também hereditário Mestre da Casa da Escócia e Xerife de Argyllshire.

## Carreira política

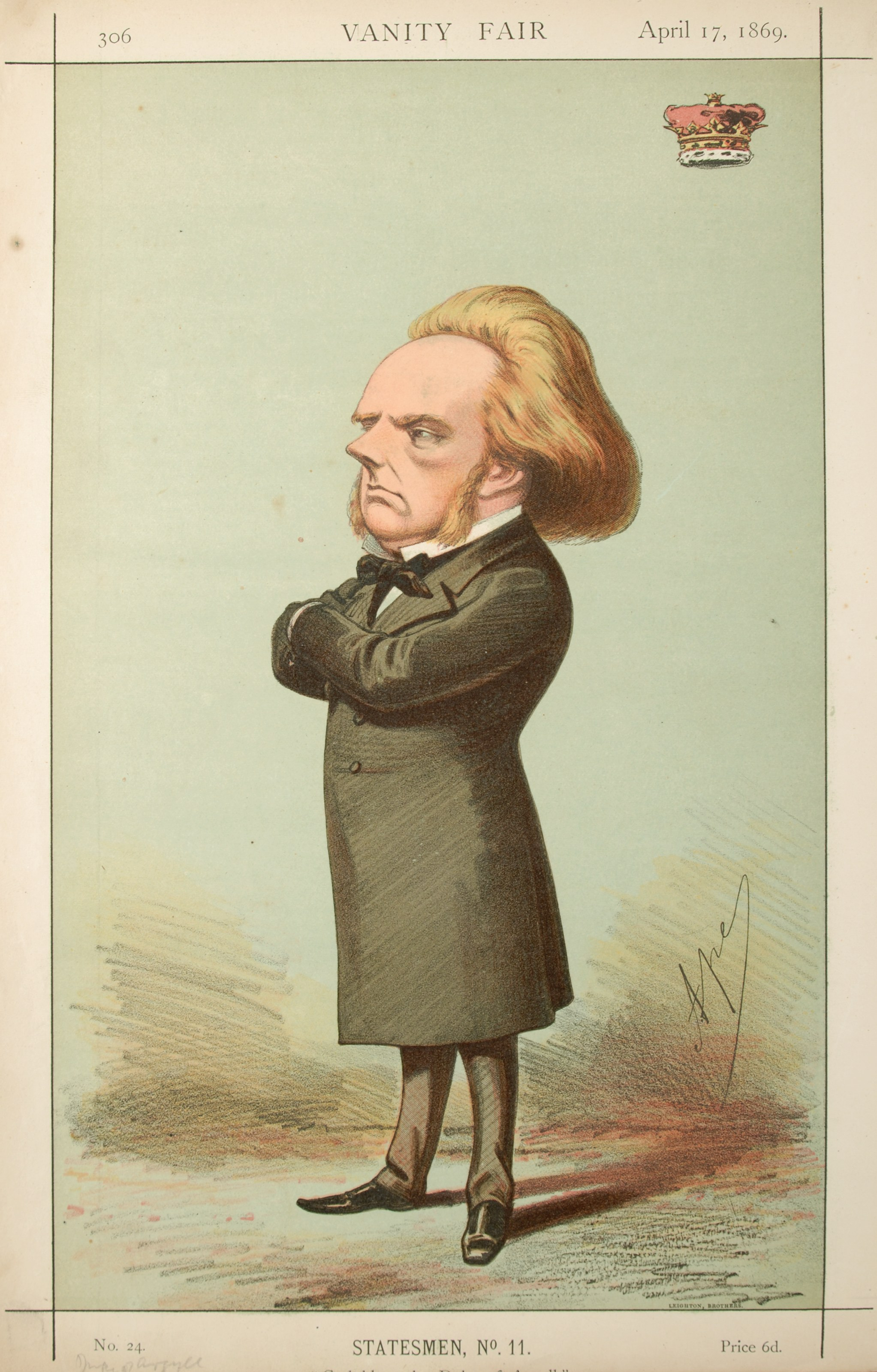
Caricatura de 1869 do Duque de Argyll por Carlo Pellegrini

Um colaborador próximo do Príncipe Alberto, serviu como Lorde do Selo Privado entre 1852 e 1855 no gabinete de Lorde Aberdeen, e depois como Chefe Geral dos Correios entre 1855 e 1858, no primeiro gabinete de Lorde Palmerston. Foi novamente Lorde do Selo Privado entre 1859 e 1866 na segunda administração de Palmerston  e depois, no segundo governo de Lorde Russell, em cujo cargo destacou-se como um forte defensor da causa do Norte na Guerra Civil Americana.
No primeiro governo de William Ewart Gladstone, de 1868 a 1874, Argyll de tornou Secretário de Estado para a Índia, nessa ocasião, sua recusa em prometer apoio ao Emir do Afeganistão em sua luta contra os russos, contribuiu para dar início à Segunda Guerra Anglo-Afegã. A esposa de Argyll, Elizabeth Georgiana Leveson-Gower, também serviu como Mistress of the Robes neste governo. Em 1871, enquanto servia no Gabinete, seu filho e herdeiro, Lorde de Lorne, casou com uma das filhas da Rainha Vitória, a Princesa Luísa, aumentando a sua condição para Grandeza.
Em 1880, novamente serviu sob o governo de Gladstone, como Lorde do Selo Privado, mas renunciou em 31 de março de 1881 em protesto contra o projeto de lei de Gladstone sobre as propriedades rurais, alegando que ele iria interferir nos direitos dos senhorios e tinha surgido em resposta ao terrorismo. Em 1886, rompeu totalmente com Gladstone sobre a questão do apoio do primeiro-ministro ao movimento Home Rule irlandês, mesmo sem se filiar ao Partido Unionista Liberal, procurou manter uma posição independente. Tendo sido já Vice Lord Lieutenant a partir de 1847,Argyll ocupou o cargo honorário de Lord Lieutenant de Argyllshire de 1862 até sua morte em 1900. Foi jurado do Conselho Privado, em 1853, nomeado Cavaleiro do Cardo-selvagem em 1856 e Cavaleiro da Jarreteira em 1883. Em 1892 recebeu o título recém-criado de Duque de Argyll no Pariato do Reino Unido.

## Saber
Argyll foi também um cientista, ou pelo menos um escritor de assuntos científicos, especialmente sobre Evolução e Economia. Foi líder na oposição acadêmica contra o darwinismo e um importante economista baseado na realidade (ou seja, heterodoxo, não clássico) e institucionalista, bastante semelhante ao seu adversário político, Benjamin Disraeli. Em 1851, foi eleito membro da Royal Society e nomeado Chanceler da Universidade de St Andrews. Três anos mais tarde, tornou-se, adicionalmente, Reitor da Universidade de Glasgow.

## Família
Argyll se casou três vezes. Pela primeira vez em 31 de julho de 1844, em Trentham, Staffordshire, com Elizabeth Georgiana Sutherland-Leveson-Gower, filha mais velha de George Sutherland-Leveson-Gower, 2.º Duque de Sutherland.Eles tiveram seis filhos e sete filhas. Seu quinto filho, Lorde Colin Campbell foi um político. Elizabeth morreu aos 53 anos de idade, em 25 de maio de 1878. Em 13 de agosto de 1881, Argyll se casou com Amelia Maria Claughton, filha do reverendo Thomas Claughton (Bispo de St Albans), e viúva de Augustus Anson. Ela morreu aos 50 anos de idade em 4 de janeiro de 1894, e em 30 de julho de 1895, Argyll se casou pela terceira vez com Ina Erskine McNeill, filha de Archibald McNeill. Não teve filhos do segundo ou terceiro casamento. Argyll morreu no Castelo Inveraray, Argyllshire, em 24 de abril de 1900, seis dias antes de seu 77º aniversário, e foi sucedido em seus títulos pelo seu filho mais velho, John Campbell.

## Obras selecionadas
- (1867) The Reign of Law. Londres: Strahan. (5ª edição em 1868).
- (1869) Primeval Man: An Examination of some Recent Speculations. Nova York: Routledge.
- (1879) The Eastern Question. Londres: Strahan.
- (1884) The Unity of Nature. Nova York: Putnam.
- (1887) Scotland As It Was and As It Is
- (1893) The Unseen Foundations of Society. An Examination of the Fallacies and Failures of Economic Science Due to Neglected Elements. Londres: John Murray.
- (1906) Autobiography and Memoirs